# Ceropegia ciliata
Ceropegia ciliata är en oleanderväxtart som beskrevs av Robert Wight. Ceropegia ciliata ingår i släktet Ceropegia och familjen oleanderväxter. Inga underarter finns listade i Catalogue of Life.